# Newark (California)
Newark, fundada en 1955, es una ciudad ubicada en el condado de Alameda en el estado estadounidense de California. En el año 2009 tenía una población de 44,035 habitantes y una densidad poblacional de 1,154.2 personas por km².

## Geografía
Newark se encuentra ubicada en las coordenadas 37°31′N 122°2′O / 37.517, -122.033. Según la Oficina del Censo, la ciudad tiene un área total de 36,3 km² (14,0 mi²), de la cual 36,3 km² (14,0 mi²) es tierra y 0,1 km² (0 mi²) (0.21%) es agua.

## Demografía
Según la Oficina del Censo en 2007 los ingresos medios por hogar en la localidad eran de $78,367, y los ingresos medios por familia eran $81,652. Los hombres tenían unos ingresos medios de $46,061 frente a los $34,959 para las mujeres. La renta per cápita para la localidad era de $23,641. Alrededor del 5.5% de la población estaban por debajo del umbral de pobreza.